# Wolf–Rayet-stjärna

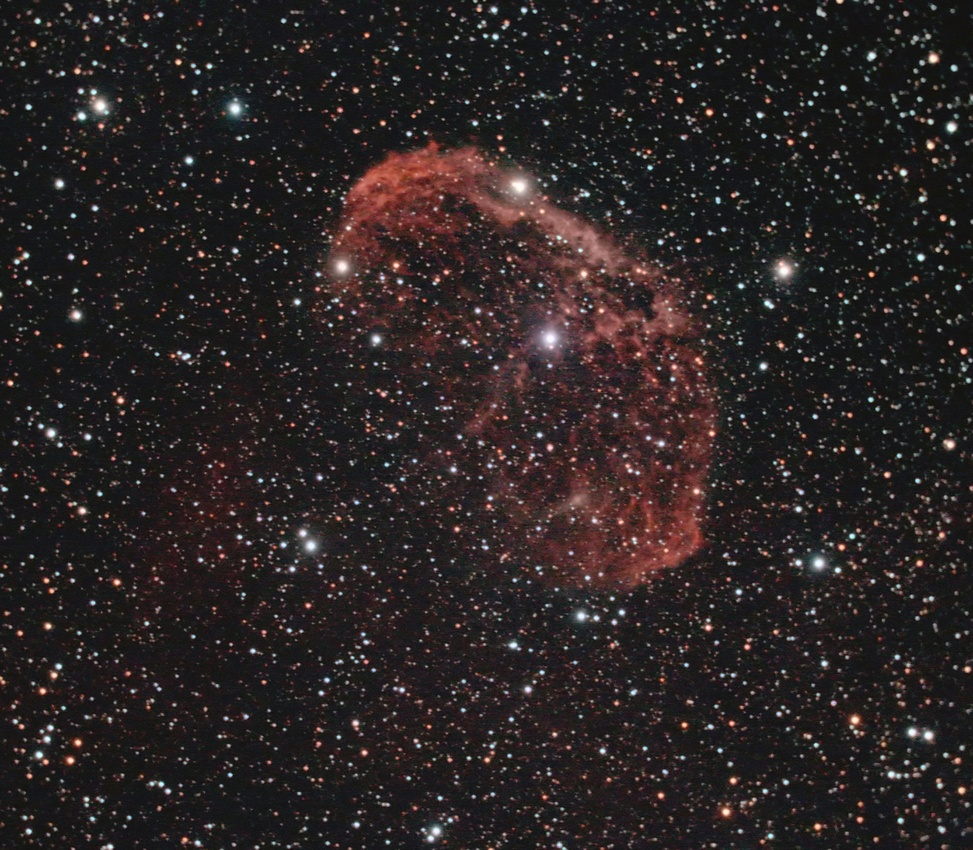
WR 136 tillhör gruppen WN-stjärnor. Den har skapat nebulosan NGC 6888.

Wolf–Rayet-stjärna är en stjärna med hög yttemperatur och vars spektrum uppvisar mycket breda och kraftiga emissionslinjer. Stjärntypen har fått sitt namn efter de båda franska astronomerna Charles Wolf (1827–1918) och Georges Rayet (1839–1906), som upptäckte de första stjärnorna av denna kategori 1867. Den ljusstarkaste WR-variabeln är Gamma Velorum i stjärnbilden Seglet med en visuell magnitud av +1,83.
Wolf-Rayet-stjärnor uppvisar små variationer i ljusstyrka på upp till 0,1 magnitud i amplitud.

## Historik
Det var vid Paris-observatoriet som Wolf och Rayet upptäckte de första WR-stjärnorna. Det var tre stjärnor i stjärnbilden Svanen, HD 191765, HD 192103 och HD 192641, som nu har namnen WR 134, WR135 och WR137.

## Beskrivning
Ursprunget är en döende stjärna som under jättestadiet har en massa som överstiger 30 solmassor och därför fusionerar helium i sådana mängder att ytan upphettas till mellan 30 000 och 200 000 K. Den höga temperaturen gör att stjärnan blåser iväg sitt yttre vätelager och på så sätt blottar sin heta kärna, en kärna som i sin tur kastar ut laddade partiklar med mycket hög hastighet. RW-stjärnor har kort livstid, bara cirka 5 miljoner år. De slutar som supernovor. Man beräknar att det finns cirka 1 000 WR-stjärnor i Vintergatan.
En Wolf-Rayet-stjärna finns exempelvis i centrum av Crescentnebulosan, som ligger i stjärnbilden Svanen på ett avstånd av 4 700 ljusår. Stjärnan, som blev en Wolf-Rayet för 250 000 år sedan, har en yttemperatur på 25 000 kelvin. Supernovan SN 2008D orsakades av en WR-stjärna.
Wolf–Rayet-stjärnorna indelas i två huvudgrupper. WN-stjärnor uppvisar företrädesvis linjer från joniserat kväve och WC-stjärnor uppvisar linjer av joniserat kol och syre. Dessutom finns Wolf-Rayet-stjärnor som uppvisar extremt kraftiga syrelinjer. Dessa förs ibland till en tredje grupp, WO-stjärnor.